# Luscious López
Luscious Lopez (Santa Cruz, California; 11 de septiembre de 1981) es una actriz pornográfica estadounidense. Se inició en la industria en 2004 a los 23 años de edad.

## Biografía
Luscious Lopez, aunque de ascendencia mexicana, nació y creció en California. Es una hispana famosa por tener un voluptuoso trasero de gran tamaño.
Luscious Lopez es conocida por su predisposición para realizar sexo anal, sin distinción de razas en sus compañeros.[cita requerida] Ha realizado varios dúos con amigas como Ashlynn Brooke y Olivia O'Lovely. Luscious López es una modelo completamente natural: nunca se ha realizado sesiones de rayos UV, no se ha tatuado, ni se ha sometido a ningún tipo de cirugía plástica.

## Premios
- 2006 Premio XRCO nominada – Unsung Siren.[3]
- 2007 Premio AVN nominada – Mejor Escena Anal en un Film (Manhunters – nominada con Marcos Leon).
- 2007 Premio AVN, nominada – Mejor Sexo en Grupo (Big Phat Wet Ass Orgy 2 – nominada con Annabelle, Luissa Rosso, Mya Kiss, Naomi, Sophia Castello, Velicity Von, Brian Pumper, Byron Long, Charlie Mac, Cun Tree, L.T. Turner, Mark Anthony and Nate Turnher).[4]

## Filmografía parcial
(Ver enlaces externos para los datos totales)
| Título DVD                                | Aparición en la Web               |
| ----------------------------------------- | --------------------------------- |
| Latin POV 7 (2008)                        | Phat Latin Butts                  |
| Thick White Asses (2007)                  | Horny Spanish Flies               |
| Big Butt All Stars: Luscious Lopez (2007) | Insane Cock Brothas (as Luscious) |
| Culos Gigantes 1 (2006)                   | Lil' Latinas                      |
| Ultimate Asses 6 (2006)                   | My Naughty Latin Maid             |
| Big White Wet Butts 4 (2005)              | Round Mound of Ass                |